# Утакмице фудбалске репрезентације Мађарске 1921.
| Домаћин · 1921 | Гост · 1921 |

Фудбалска репрезентација Мађарске је током 1921. године одиграла четири званичне и две незваничне утакмице, а Ђула Киш је постао нови савезни капетен националног тима. Мађарски тим је током рата и турбулентних времена изгубио много добрих играча, између осталих Алфред Шафер, два Конрада, Имре Пајер и Јожеф Гинг су играли у иностраним клубовима и нису више играли за репрезентацију.
Савезни капетан националног тима је био:
- Ђула Киш

## Утакмице
| Аустрија                                      | 4 : 1 (0 : 0) | Мађарска |
| --------------------------------------------- | ------------- | -------- |
| Кутан 52’ 53’ (11) · Вондрак 62’ · Неубер 72’ | Извештај      | Орт 67’  |

| Мађарска                            | 3 : 0 (2 : 0) | Немачка |
| ----------------------------------- | ------------- | ------- |
| Шлосер 10’ · Гутман 29’ · Браун 47’ | Извештај      |         |

| Мађарска                     | 4 : 2 (1 : 0) | Шведска                                |
| ---------------------------- | ------------- | -------------------------------------- |
| Орт 15’ 49’ 54’ · Шлосер 72’ | Извештај      | N. Carlsson 71’ (пен) · Х. Карлсон 86’ |

| Мађарска      | 1 : 0 (1 : 0) | Пољска |
| ------------- | ------------- | ------ |
| Јене Сабо 18’ | Извештај      |        |

## Незваничне утакмице
| Мађарска                   | 3 : 0    | Јужна Немачка |
| -------------------------- | -------- | ------------- |
| Патаки 1’ · Браун · Молнар | Извештај |               |

| Мађарска                     | 3 : 2    | Централна Немачка |
| ---------------------------- | -------- | ----------------- |
| Орт ?’ (11) ?’ (11) · Молнар | Извештај | ? · ?             |

Састав репрезентације Мађарске на 77. утакмици
Петер Варга, Карољ Фогл II, Јанош Хунглер, Вилмош Кертес II, Јожеф Сабо, Золтан Блум, Јожеф Браун, Ђерђ Орт, Иштван Прибој, Имре Шлосер, Рудолф Јени
- Селектор: Ђула Киш[2]

Састав репрезентације Мађарске на 78. утакмици
Ференц Платко, Карољ Фогл II, Ђула Манди, Вилмош Кертес II, Бела Гутман II, Золтан Блум, Јожеф Браун, Ђерђ Молнар, Ђерђ Орт  28’ (Деже Генчи  28’), Имре Шлосер, Иштван Тот Потја
- Селектор: Ђула Киш[3]

Састав репрезентације Мађарске на 79. утакмици
Карољ Жак, Карољ Фогл II, Ђула Манди, Вилмош Кертес II, Габор Обиц, Золтан Блум, Јожеф Браун  46’ (Иштван Плухар  46’), Ђерђ Молнар, Ђерђ Орт, Имре Шлосер, Рудолф Јени
- Селектор: Ђула Кишref>Мађарска и Шведска</ref>

Састав репрезентације Мађарске на 80. утакмици
Карољ Жак  46’ (Игнац Амшел  46’), Карољ Фогл II, Ђула Манди, Вилмош Кертес II, Габор Обиц, Золтан Блум, Иштван Плухар, Ђерђ Молнар, Јене Сабо, Имре Шлосер, Јене Вајнер II
- Селектор: Ђула Киш[4]

Састав репрезентације Мађарске против репрезентације јужне Немачке
Ференц Кропачек, Карољ Фогл II, Ђула Манди, Јожеф Сабо, Бела Гутман, Золтан Блум, Јожеф Браун, Ђерђ Молнар, Михаљ Патаки, Имре Шлосер, Иштван Тот Потја
- Селектор: Ђула Киш[5]

Састав репрезентације Мађарске против репрезентације централне Немачке
Ференц Кропачек, Карољ Фогл II, Имре Шенкеи, Вилмош Кертес II, Ђерђ Орт, Золтан Блум, Јожеф Браун, Ђерђ Молнар, Михаљ Патаки, Имре Шлосер, Рудолф Јени
- Селектор: Ђула Киш[6]

## Играчи репрезентације
| - Карољ Фогл - Јанош Хунглер - Ђерђ Орт - Јожеф Браун - Имре Шлосер - Рудолф Јени - Ференц Платко - Ђула Манди - Бела Гутман - Карољ Жак - Габор Обиц - Иштван Плухар - Михаљ Патаки |